# Thomas Cortebeeck
Thomas Cortebeeck født 3. december 1981 er en dansk træner og atlet fra Aarhus 1900.
Thomas Cortebeecks aktivkarriere indenfor atletik har været relativ kort.
Han stiftede først rigtigt bekendtskab med atletikken på gymnasiet, hvor han kom med til landstævne. Her sprang han længde- og højdespring, hvilket resulterede i en skolerekord med 6.47, i længdespring. Men han fortsatte med at spille fodbold, som han havde gjort fra barnsben. Efter nogle år med fodbold kom han via sitt idrætsstudie ved Aarhus Universitet i kontakt med Aarhus 1900. I første omgang som ungdomstræner, men kom med Mikkel Larsen som træner stille og roligt i gang med at blive aktiv.
DM-inde i 2004 var hans første større stævne som aktiv. Her blev han nummer otte på 200 meter i tiden 23.39 sek. I udendørssæsonen 2004 trænede han primært til 100 og 200 meter, men dette var dog også sæsonen, hvor han prøvede at løbe 400 meter for første gang, hvilket resulterede i en personlig rekord på 50,72.
I 2005 fik han sit gennembrud på 400 meter, som først resulterede i landsholdsudtagelse på 4 x 400 meter (som reserve) og dernæst i en stor personlig rekord på 48,76. Derudover løb han 200 meter på 22,17 i finalen til Världsungdomsspelen i Gøteborg, og sluttede sæsonen af med at løbe sit hidtil eneste 800 meter på 1,55,7.
2006 blev året, hvor han fik sin første DM-medalje. Til indendørs DM blev han sølvmedaljør på 200 meter på ny personlig rekord, 22,46. På 400 meter blev blev han nummer fire med kun en hundreddel del op til 3. pladsen. Ved et svensk indendørsstævne blev det en klækkelig personlig rekord på 49,18. Udendørssæsonen nåede han ikke de store resultater. En stor arbejdsbyrde på studiet toppet med en bacheloropgave var ikke sådan at kombinere med hård træning. Selvom 2006 kunne have været en del bedre, så fik han dog rigtig debut på landsholdet til Europa Cup i Slovakiet.
I indendørssæson 2007 løb han 49,22 på 400 meter, hvilket endnu engang kun rakte til en 4. plads på DM. Denne gang blev han kun slået med 3/1000 dele. På 200 m løb han på ny personlig rekord 22,39, hvilket endnu engang kun rækkede til en 4. plads. Tiden på 400 meter betød dog, at han havde klaret kvalifikationskravet til Universiaden i Bangkok.
En uge inden 1.runde af Danmarksturneringen blev han skadet i achillessenen. En skade der senere hen viser sig at være så alvorlig, at han ikke løber et eneste løb i hele 2007 udendørssæsonen. Dermed blev der ikke nogen Universiade-deltagelse.
I 2008 var han tilbage med ny personlig rekord på 200 meter indendørs, og udendørs var han med 4 x 400 meter landsholdet i Neerpelt i Belgien, men han måtte efterfølgende afbryde sæsonen på grund af en baglårsskade. Først i oktober 2008 kunne han starte normal træning igen.
2009 udvidet han repertoiret og fik stor succes på 400 meter hæk, hvor han løb 53,23 på Universiaden i Beograd og vandt DM på 53,86.
Thomas Cortebeeck er B.Sc. i idræt fra Aarhus Universitet og cand.scient i idræt og sundhed ved Syddansk Universitet. Han er specialiseret i arbejds- og træningsfysiologi og underviser på Idræt ved Aarhus Universitet i fysisk træning. Han underviser også på flere kurser, bl.a børnetrænerkursus og ungdomstrænerkursus indenfor Dansk Atletik Forbund.
Samtidig med sin egen karriere har han været træner for flere Danmarksmestre og Danmarksrekordholdere i spring og sprint; bl.a Janick Klausen og er træner og koordinator for Team 4 x 400, et projekt for Danmarks bedste langsprintere. Han er talentchef i Aarhus 1900 og er også ansvarlig for den fysiske træning på Skanderborg Håndbold Elite Akademi. Han har desuden erfaring med fysisk træning på absolut højeste niveau i bl.a. fodbold og speedway.

## Danske mesterskaber
- Bronze 2011 400 meter inde 49,89
- Bronze 2010 400 m hæk 54,30
- Guld 2009 400 meter hæk 53,86
- Guld 2008 4 x 200 meter inde 1,30,71
- Bronze 2008 200 meter inde 2,.51
- Sølv 2006 200 meter inde 22,51

## Personlige rekorder
Udendørs
- 100 meter: 11,24 (2006)
- 200 meter: 22,17 (2005)
- 300 meter: 34,5 (2008)
- 400 meter: 48,74 (Aarhus, 2009)
- 400 meter hæk: 53,23 sek (Beograd, 2009)
- 800 meter: 1,55,7 (2005)
- Længdespring: 6,62 m.

Indendørs
- 60 meter: 7,19 sek (2011)
- 200 meter: 22,39 sek (2007)
- 400 meter: 49,12 sek (2.februar 2008 – Budapest).

## Ekstern henvisning
- Artiklen har ingen egenskaber for sportsdatabaser i Wikidata
- Statletik.dk – Thomas Cortebeeck (Webside ikke længere tilgængelig)
- Aarhus 1900 – Thomas Cortebeeck (Webside ikke længere tilgængelig)
- Cortebeeck – www.miklar.dk
- 4 x 400 – profiler
- Universiaden – Beograd, Serbien – 400 m hæk mænd Thomas Cortebeeck 53,23 sek. PR (youtube)

| Atletikudøver | Spire Denne biografi om en dansk atletikudøver er en spire som bør udbygges. Du er velkommen til at hjælpe Wikipedia ved at udvide den. |

|  | Artiklen om Thomas Cortebeeck kan blive bedre, hvis der indsættes et (bedre) billede Du kan hjælpe ved at afsøge Wikimedia Commons for et passende billede eller uploade et godt billede til Wikimedia Commons iht. de tilladte licenser og indsætte det i artiklen. |